# Prunus besseyi
Prunus pumila là loài thực vật có hoa trong họ Hoa hồng. Loài này được L.H. Bailey miêu tả khoa học đầu tiên năm 1894.

## Hình ảnh

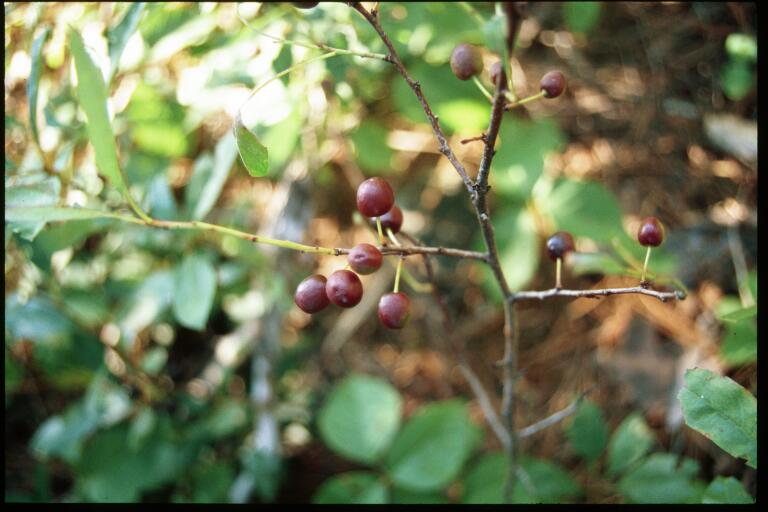
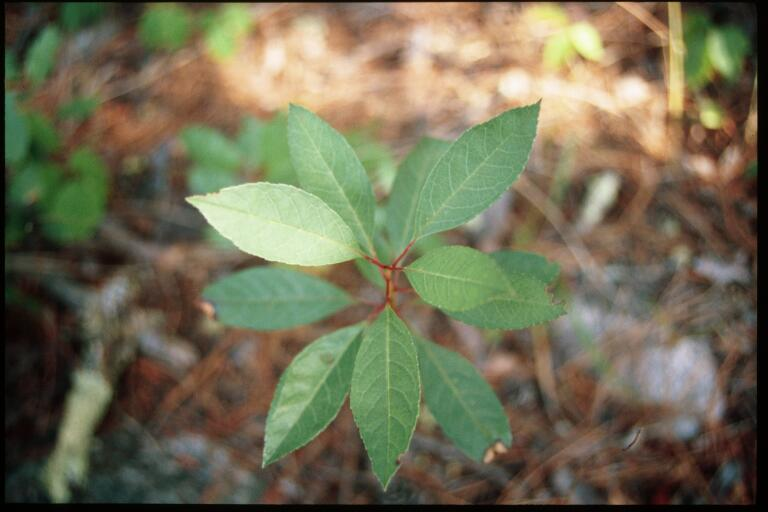
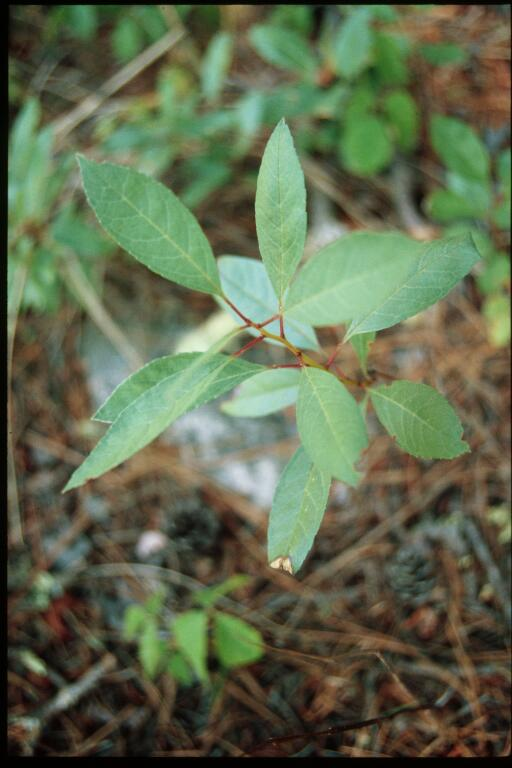
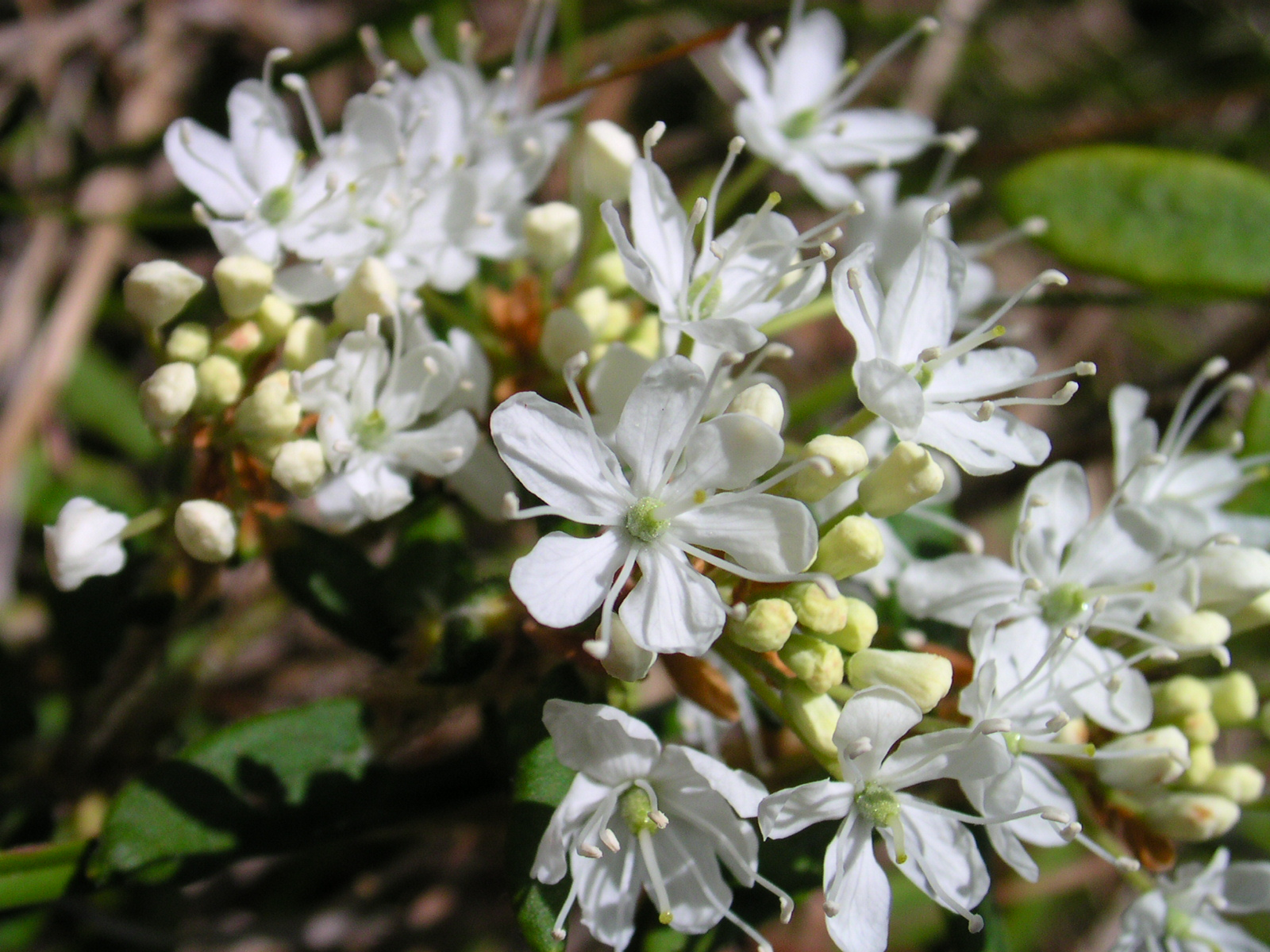